# 리명수 (하천)
리명수(鯉明水)는 조선민주주의인민공화국 량강도 삼지연시 소백수에서 발원하여 리명수로동자구에서 압록강으로 유입하는 하천이다. 이 하천을 따라 삼지연선이 지난다.

## 같이 보기
- 리명수체육단